# NGC 316
NGC 316 је појединачна звезда у сазвежђу Рибе која се налази на NGC листи објеката дубоког неба.
Деклинација објекта је + 30° 21' 16" а ректасцензија 0h 57m 52,4s. Привидна величина (магнитуда) објекта NGC 316 износи 11,2 а фотографска магнитуда 14,5.